# 90-е. Весело и громко
«90-е. Ве́село и гро́мко» — российский музыкально-романтический комедийный телесериал, «духовный сиквел» сериала «Восьмидесятые». Пилотное название сериала — «Девяностые». Производством сериала занималась компания Art Pictures Vision при участии Black Box Production.
Теглайн: Эпохальная комедия.
Онлайн-премьера телесериала состоялась 18 марта 2019 года на сервисе Videomore и официальном сайте канала СТС. Телевизионная премьера состоялась на канале СТС 25 марта 2019 года. Новые серии выходили в эфир с понедельника по четверг в 20:00 по местному времени.

## История создания
В октябре 2014 года телеканал СТС впервые официально объявил о готовящемся продолжении телесериала «Восьмидесятые» под названием «Девяностые». Изначальная концепция сериала строилась на истории трёх молодых физиков, после распада СССР размышляющих, оставаться ли им в НИИ работать за мизерную зарплату или попробовать открыть частный бизнес, либо превратиться в рэкетиров, но впоследствии от этого замысла отказались.
Пилотную серию телесериала снимал режиссёр Михаил Поляков, а весь первый сезон — Игорь Волошин под псевдонимом Егор Карма.
В пилоте роль гитариста Васи исполнял Аристарх Венес, а в сериале эту роль сыграл Егор Трухин.
23 июля 2018 года генеральный директор «СТС Медиа» и телеканала СТС Вячеслав Муругов в своём Instagram официально объявил о старте съёмок телесериала «90-е. Весело и громко».
Съёмки первого сезона сериала прошли с июля по ноябрь 2018 года в Москве и Московской области.
Чтобы воссоздать музыкальную Москву того времени, продюсеры приобрели права на использование хитов 90-х. В проекте звучит много ностальгической музыки, в том числе зарубежные хиты Ace of Base, Roxette, Scorpions, Уитни Хьюстон, Доктор Албан в оригинале и аранжировках.
Реальных звёзд тех лет на роли камео решили не приглашать. В телесериале появились знаковые персонажи того времени — Фёдор Бондарчук, Богдан Титомир, Лада Дэнс, Илья Лагутенко, но их сыграли актёры.
Вернуться назад в прошлое также помогли автомобили Mercedes-Benz S600, джип Grand Cherokee и другие модели. Кроме того, в кадре появились знакомые аудио- и видеокассеты, жвачки, кроссовки, тетрис, пейджеры, малиновые пиджаки и другие атрибуты времени.
В съёмках музыкальных роликов к премьере первого сезона телесериала приняли участие настоящие звёзды 90-х: Богдан Титомир, Владимир Политов и Вячеслав Жеребкин (группа «На-На»), Алёна Апина, Кай Метов, Сергей Аморалов (группа «Отпетые мошенники»).
По словам исполнительницы одной из главных ролей Стаси Милославской, телесериал не планируется продлевать на второй сезон.

## Сюжет
События сериала происходят во времена «лихих 1990-х», после распада СССР. 1994 год — экономический кризис в самом разгаре. Бас-гитарист Паша и его друг гитарист Вася вот уже два месяца не могут расплатиться за съёмную квартиру, из-за чего попадают «на крючок» местного участкового. Бывший «афганец», а теперь уличный музыкант — барабанщик Боб пытается заработать хоть какие-то копейки на пропитание, но даже это не всегда удаётся. Студентка хорового училища Женя, приехавшая в Москву из Уссурийска, находится на грани отчисления: преподаватель академического вокала Птицын ставит ей двойку за экзамен. Сам Птицын, чтобы прокормить семью, подрабатывает музыкантом в ресторане «Бомбей» клавишником и злоупотребляет алкоголем на рабочем месте. Волею случая названные герои оказываются «в одно время и в одном месте», знакомятся друг с другом. Вскоре они создают молодёжную музыкальную группу «Весело и громко» и пытаются заявить о себе, параллельно стараясь вырваться из долгового рабства у хозяина «Бомбея», авторитета по кличке «Доктор».
В конце первого сезона милиция арестовывает «Доктора», и таким образом работа группы в «Бомбее» завершается. Птицына увольняют из института, более того, его бросают жена и любовница. Вместе с тем история группы «Весело и громко» на этом не заканчивается: музыкантов приглашают сняться в телевизионной передаче «МузОбоз», где они исполняют свою песню «Наша музыка» («Давай нырнём»).

## Персонажи

### В главных ролях
| Актёр              | Роль |
| ------------------ | --- |
| Стася Милославская | Женя (Евгения Дмитриевна Шемякина) студентка хорового училища (отчислена в 3 серии), вокалистка, девушка Васи  |
| Роман Курцын       | Боб (Борис) десантник, участник Афганской войны; барабанщик                                                    |
| Филипп Ершов       | Паша (Павел) друг Васи, бас-гитарист, менеджер группы                                                          |
| Егор Трухин        | Вася (Василий Германович Ефремов) друг Паши, гитарист, парень Жени                                             |
| Дмитрий Никулин    | Сергей Сергеевич Птицын педагог Жени, заведующий кафедрой академического вокала (уволен в 21 серии), клавишник |

### В ролях
| Актёр              | Роль                                                                       |
| ------------------ | -------------------------------------------------------------------------- |
| Ян Цапник          | Аркадий Леонидович («Доктор») владелец ресторана «Бомбей», «новый русский» |
| Эдгар Гизатуллин   | Виктор Евгеньевич (Витёк) вышибала ресторана «Бомбей», друг Боба           |
| Виктория Лукина    | Наташа официантка ресторана «Бомбей», любовница Птицына                    |
| Нодар Джанелидзе   | Игорь Арамович (Гарик) администратор ресторана «Бомбей»                    |
| Алексей Овсянников | Александр (Саша) бандит, работает на «Доктора»                             |
| Софья Евстигнеева  | Аня (Анна Самсонова) подруга Жени                                          |
| Полина Райкина     | Валентина жена Птицына                                                     |

### В эпизодах
| Актёр                       | Роль                                                                                         |
| --------------------------- | -------------------------------------------------------------------------------------------- |
| Дмитрий Гусев               | Леонид милиционер, участковый; внук хозяйки съёмной квартиры Васи и Паши (1, 2, 3, 20 серии) |
| Павел Любимцев              | Валентин Васильевич Козловский декан (1, 4, 11, 14, 16, 21 серии)                            |
| Антон Даниленко             | Курт Кобейн лидер группы «Nirvana» (2 серия)                                                 |
| Юрий Внуков                 | директор ДК (2 серия)                                                                        |
| Дмитрий Ячевский            | Герман Петрович Ефремов отец Васи, дипломат (3, 5, 14 серии)                                 |
| Анна Исайкина               | Лилия Петровна Ефремова мать Васи, дипломат (3, 5, 14 серии)                                 |
| Галина Макарова (Лаврищева) | Тамара Алексеевна мать Виктора (5, 12 серии)                                                 |
| Янина Бугрова               | Нателла жена Гарика (6 серия)                                                                |
| Екатерина Шмакова           | Лена работает на радио, знакомая Паши (8, 9 серии)                                           |
| Алексей Гришин              | Максим Игоревич Литвиненко музыкальный продюсер, композитор (8, 9, 20, 21 серии)             |
| Фёдор Урекин                | Илья Лагутенко фронтмэн группы «Мумий Тролль» (11 серия)                                     |
| Павел Демьянов              | Джин Симмонс бас-гитарист группы «Kiss» (12 серия)                                           |
| Анжелика Каширина           | Марина бывшая девушка Боба, жена Коли (13—15 серии)                                          |
| Константин Фисенко          | Николай бывший друг Боба, муж Марины (13—15 серии)                                           |
| Наталья Унгард              | Светлана Васильевна Шемякина мать Жени (14 серия)                                            |
| Мария Ремер                 | Лада Дэнс певица (17, 18, 20 серии)                                                          |
| Михаил Станкевич            | Шаповалов продюсер группы «Белки» (17—19 серии)                                              |
| Денис Кудрявцев             | Фёдор Бондарчук режиссёр-клипмейкер (18 серия)                                               |
| Кристина Кучеренко          | Юля дочь Аркадия Леонидовича (19 серия)                                                      |
| Пётр Винс                   | Роман приятель Птицына, музыкант (20 серия)                                                  |
| Стэфан Бузылёв              | Слэш гитарист группы «Guns n' Roses» (21 серия)                                              |

## Список сезонов
| Сезон | Сезон | Серии | Период трансляции         |
| ----- | ----- | ----- | ------------------------- |
|       | 1     | 21    | 25 марта — 16 апреля 2019 |

### Эпизоды

#### Сезон 1
| № серии | Описание серии | Премьера       |
| ------- | --- | -------------- |
| 1       | 1994 год. Чтобы расплатиться с долгами по квартплате, друзья детства Вася и Паша вынуждены примерить на себя роль ресторанных лабухов. Женя, студентка на грани отчисления, преследует своего преподавателя по академическому вокалу Птицына и узнаёт его «страшную» тайну. Не имея ни копейки в кармане, уличный музыкант Боб заказывает себе роскошный обед в ресторане, который принадлежит преступному авторитету по кличке Доктор. | 25 марта 2019  |
| 2       | Вася и Паша решают сделать демозапись, и это приводит к непредсказуемым последствиям. Женя хочет исправить оценку за экзамен и с этой целью обхаживает Птицына, используя и «кнуты» и «пряники». Боб постепенно осваивается в ресторане «Бомбей» и ссорится с одним из бандитов Доктора. | 25 марта 2019  |
| 3       | Долги по квартплате вынуждают Васю пойти на крайние меры — попросить деньги у своих родителей. Женя почти закрывает сессию в университете и неожиданно выясняет, что физкультура тоже важный предмет на гуманитарном факультете. У Боба рвутся последние штаны и это становится проблемой для Витька. | 26 марта 2019  |
| 4       | Женя просыпается в «служебной» квартире Доктора, который разрешает пожить у него. Вася переживает за судьбу Жени. Неуклюжие и практически безнадёжные ухаживания Птицына за официанткой Наташей внезапно находят у неё горячий отклик. | 26 марта 2019  |
| 5       | Женя заезжает в квартиру к Васе и Паше. Чтобы сблизиться с ней, Вася решает пригласить её в кино, несмотря на отсутствие денег. Чтобы отгородить себя от алкоголя, Птицын обещает своей жене устроиться на другую работу — к её брату, Валере, которому он должен. Боб находит неожиданный подход к Витьку. | 27 марта 2019  |
| 6       | С подачи родителей Вася собирается уехать в США, Женя пытается этому помешать. Паша унывает из-за предстоящего отъезда друга, пока не знакомится с женой Гарика Нателлой. Птицын решает посвятить официантке Наташе песню. | 27 марта 2019  |
| 7       | Паша приносит группе магнитофон и предлагает записать демку. Из-за того, что ресторан занят Доктором, ребята отправляются в гараж к другу Паши, Волдырю. Из-за желания Наташи разобраться, откуда у Птицына фингал, Сергей Сергеевич втянут в бандитские разборки. | 28 марта 2019  |
| 8       | Вася ревнует Женю к Бобу и, чтобы вернуть внимание Жени, придумывает не самый лучший план. Паша, используя все свои природные таланты, продвигает демку группы. Птицын забыл, что пообещал жене проявить фотографии их детей. | 28 марта 2019  |
| 9       | Группа собирается на прослушивание у модного продюсера, которое устроил Паша. Чтобы не выглядеть перед ним как «чмо», ребята зовут на помощь в качестве стилиста Аню. Однако новый имидж выводит из себя Васю. Наташа утром находит в «Бомбее» Птицына, которого Валентина выгнала из дома. | 1 апреля 2019  |
| 10      | Группа в полном составе должна сыграть на не совсем обычной свадьбе у друзей Доктора. Паша подкатывает к Ане, которая напросилась поехать с ними. Наташа, узнав, куда едет Птицын, просит свою подругу за ним пошпионить. | 1 апреля 2019  |
| 11      | Васе очень плохо после предательства со стороны Жени, а когда Вася страдает, он пишет самые лучшие песни. Поэтому Паша старается сохранить друга в этом состоянии как можно дольше. Декан факультета решает отпраздновать свой юбилей в «Бомбее», это совсем не радует Птицына. Женя теряет голос и Паша пробует себя в роли вокалиста группы.                                                                                          | 2 апреля 2019  |
| 12      | Женю больше ничего не держит в Москве и она сообщает всем, что уезжает домой в Уссурийск. Реакция друзей оказывается совсем не той, какую ожидала Женя. Паша узнаёт, что акции «МММ» резко обесценились и пытается найти человека, которому их можно продать. Мама Витька настойчиво предлагает Бобу пожить у них в квартире. Для Витька новый квартирант становится большим сюрпризом.                                                 | 3 апреля 2019  |
| 13      | «Бомбей» готовится отмечать 50-летие Аркадия Леонидовича. Гарик и Саша на юбилей Доктора решили подарить особенный подарок, который сильно пугает Васю. Боб неожиданно сталкивается с бывшей девушкой. Эта встреча открывает новые факты о причине их расставания. Птицын пытается наладить отношения с семьёй и день рождения сына является для этого отличным поводом.                                                                | 4 апреля 2019  |
| 14      | К Жене неожиданно приезжает мама. Она планирует увезти дочь домой в Уссурийск, что совсем не входит в планы Васи, у которого только-только стали налаживаться отношения с Женей. Боб решает отомстить Марине и Коле, и делает так, чтобы они некоторое время пожили в ужасе. В институте выдают гуманитарную помощь всем, кроме Птицына. Но Сергей Сергеевич не может вернуться домой с пустыми руками.                                 | 8 апреля 2019  |
| 15      | Вася пытается устроить тайное свидание с Женей и придумывает для этого план. Паша занял деньги и по дешёвке купил машину, чтобы произвести впечатления на Аню. Боб готовится разыграть финальный акт своей мести. Птицын переживает из-за увольнения из института и ему в голову лезут самые страшные мысли. | 9 апреля 2019  |
| 16      | Женя написала песню, но она совершенно не нравится Васе. Птицына чудесным образом с почестями восстанавливают в должности заведующего кафедрой в институте. Паше на ум приходит новый гениальный план, как сделать их группу известной. | 10 апреля 2019 |
| 17      | Жене предлагают стать участницей популярной группы «Белки», но она не знает, как рассказать об этом Васе. Паша находит у Жени положительный тест на беременность. Наташа хочет завести ребёнка, что сильно пугает Птицына. Боба приглашает к себе телохранителем поп-звезда Лада Дэнс. | 11 апреля 2019 |
| 18      | Женя быстро вливается в коллектив группы «Белки» и совсем забывает о Васе. Паша, пользуясь тем, что из группы ушла вокалистка, хочет устроить на её место Аню. У Боба всё не так просто на новой должности, кажется, для Лады Дэнс он больше, чем телохранитель. | 15 апреля 2019 |
| 19      | Вася пытается забыть Женю и знакомится с барабанщицей Юлей. Валентина решается встретиться и поговорить с Наташей, чтобы расставить все точки над «i». У Жени новый опыт в шоу-бизнесе: выступление в сауне перед авторитетными людьми. | 15 апреля 2019 |
| 20      | У Доктора не лучшие времена, поэтому он распускает группу. Птицын встречает старого друга, который приехал в Москву на гастроли из Лондона. Лада Дэнс уговаривает Боба пойти с ней на светское мероприятие. Боб делает неприятное открытие. Паше поступает неожиданное предложение от известного продюсера. | 16 апреля 2019 |
| 21      | День выступления на телепрограмме «МузОбоз». Паша не решается сказать Васе, что им нужно петь под фонограмму. Боб вступается за Витька в драке и калечит перед выступлением руку. Изгнанный отовсюду Птицын просыпается на кухне у ребят, решает взяться за ум и покинуть группу. У Доктора серьёзные неприятности с законом. Важнейшее выступление в жизни группы под угрозой срыва.                                                   | 16 апреля 2019 |

## Саундтрек
Музыкальные композиции в телесериале звучат как в оригинале, так и в аранжировках (сделанных в основном композиторами сериала — Валерием Царьковым либо Игорем Коваленко). Некоторые из песен звучат также и в исполнении самих актёров. В последнем случае может присутствовать вокальный микс: более простые места актёр поёт самостоятельно, а если нужно вытянуть сложные ноты — то прибегают к помощи профессиональных музыкантов. В частности, голос Стаси Милославской миксуется с голосом профессиональной певицы В. Чековой.
| Исполнитель оригинала                     | Название композиции               | Актёр-исполнитель                                      |
| ----------------------------------------- | --------------------------------- | ------------------------------------------------------ |
| Ace of Base                               | All That She Wants                | Стася Милославская                                     |
| Комбинация                                | Бухгалтер                         | —                                                      |
|                                           | American Boy                      | Стася Милославская; Дмитрий Никулин; Софья Евстигнеева |
| Михаил Ипполитов-Иванов                   | Весной (Вставай скорей!)          | Стася Милославская                                     |
| Нэнси                                     | Дым сигарет с ментолом            | Дмитрий Никулин                                        |
| Nirvana                                   | Smells Like Teen Spirit           | —                                                      |
| Roxette                                   | Sleeping In My Car                | Стася Милославская                                     |
|                                           | It Must Have Been Love            | Стася Милославская                                     |
| Лесоповал                                 | Я куплю тебе дом                  | Егор Трухин, Филипп Ершов                              |
| Игорь Коваленко                           | Наша музыка (Давай нырнём)        | Стася Милославская; Егор Трухин                        |
|                                           | Не каждому дано писать своё музло | Егор Трухин                                            |
| Валерий Царьков                           | No Sleep                          | —                                                      |
|                                           | No Sun                            | —                                                      |
| Stephen Collins                           | Everybody Needs a Little Sunshine | —                                                      |
| Andy Powell, Linda Cathrine Roan          | Feel It Burn                      | —                                                      |
| Harlin James, Thomas Collins              | It All Starts Here                | —                                                      |
| Божья коровка                             | Гранитный камушек                 | —                                                      |
| Soundgarden                               | Black Hole Sun                    | Егор Трухин                                            |
| Вячеслав Добрынин                         | Синий туман                       | Егор Трухин; Дмитрий Никулин                           |
| Михаил Шуфутинский                        | Наш притончик гонит самогончик    | Стася Милославская, Дмитрий Никулин                    |
|                                           | За милых дам                      | Дмитрий Никулин; Павел Любимцев и др.                  |
|                                           | Бутылка вина                      | Дмитрий Никулин, Стася Милославская                    |
| Queen                                     | We Will Rock You                  | —                                                      |
| Григорий Лепс                             | Натали                            | Дмитрий Никулин                                        |
| Enigma                                    | Sadeness (Part I)                 | Егор Трухин, Филипп Ершов                              |
| Доктор Албан                              | It’s My Life                      | Стася Милославская, Ян Цапник, Егор Трухин             |
| Татьяна Буланова                          | Не плачь                          | Стася Милославская                                     |
| Алла Пугачёва и Владимир Кузьмин          | Две звезды                        | Стася Милославская, Егор Трухин                        |
| Federico Alberto Rimini                   | Give me Power                     | —                                                      |
| Clav and Harlin James                     | Addicted To You                   | —                                                      |
| Мумий Тролль                              | Утекай                            | Егор Трухин                                            |
| Дюна                                      | Борька-бабник                     | Дмитрий Никулин                                        |
| 2 Unlimited                               | No Limit                          | Стася Милославская                                     |
| Натали                                    | Ветер с моря дул                  | Стася Милославская                                     |
| Лада Дэнс                                 | Девочка-ночь                      | —                                                      |
| Евгений Белоусов                          | Девочка моя синеглазая            | Стася Милославская                                     |
| М. Ковалёв                                | Все мужчины сволочи               | Татьяна Богданова, Стася Милославская и др.            |
|                                           | Стальные звёзды                   | Евгений Окороков и др.; Стася Милославская             |
| Зоопарк                                   | Буги-вуги каждый день             | Стася Милославская                                     |
| Александр Флярковский, Михаил Пляцковский | Какой чудесный день               | Дмитрий Никулин, Пётр Винс и др.                       |

## Награды
- 2018 — I Российский телевизионный конкурс «Пилот» — Фестиваль телесериалов:
  - призы:
    - в категории «Лучший пилот телевизионного сериала» (Гран-при)
    - в категории «Лучший режиссёр пилота телевизионного сериала» (Михаил Поляков)[17]

## Мнения критиков
Сериал получил неоднозначные оценки телекритиков и журналистов.
- Сусанна Альперина, «Российская газета»:

Достоинством этого проекта можно назвать то, что сериал действительно вызывает ностальгию по яркому и свободному времени, юмор, а также гармоничность и выстроенность серии.
- Вера Алёнушкина, Time Out:

Интерес к 90-м сегодня выходит на новый, совершенно космический уровень. Почему-то именно с этим периодом мы ощущаем максимально сильную связь. Мода на музыку 90-х не проходит: её ностальгические завывания до сих пор слышны из каждого кабака. А сериал… как раз и про музыку, и про эпоху, так что на всеобщее обожание он обречён. К тому же проект получился очень лёгким и зрительским.
- Ольга Дубро, обозреватель Tricolor TV Magazine:

Сериал «зашёл» у молодого поколения, которое знакомо с 90-ми только по фотографиям из семейного альбома, а также у тех, кто сам пел в ресторанах и кабаках, отплясывал на дискотеках под Ace of Base и вписывался в любой блудняк в поисках лёгкой наживы. А для тех, кто помнит 90-е как мрачное время хаоса, вседозволенности, безработицы и бандитов, он выглядит как попытка приукрасить историю.